# Synallaxis kollari
Synallaxis kollari là một loài chim trong họ Furnariidae. Nó được tìm thấy ở Brazil và Guyana. Môi trường sống tự nhiên của nó là các khu rừng đất thấp ẩm nhiệt đới hoặc cận nhiệt đới. Nó bị đe dọa do mất môi trường sống. Trước đây nó được phân loại là loài dễ bị tổn thương, nhưng nó đã được chứng minh là hiếm hơn những gì được tin tưởng trước đây, do đó nó được đưa vào danh sách nguy cấp vào năm 2008, nhưng nó một lần nữa được chứng minh là hiếm hơn những gì được tin tưởng trước đây và đang bị suy giảm rõ rệt, do đó nó đã được đưa vào danh sách cực kỳ nguy cấp vào năm 2012. 